# Парамонов, Александр Александрович (учёный)
Александр Александрович Парамонов (8 января 1891 года, Херсон — 11 июня 1970 года) — один из крупнейших советских нематодологов, зоолог, профессор Московского государственного университета, доктор биологических наук, основатель отечественной школы фитогельминтологии, создатель новых теоретических концепций в фитонематологии (микотрофная гипотеза происхождения фитопаразитизма тиленхид, представление о фитогельминтозах как о биоценотических процессах и др.). Автор фундаментального трёхтомного труда «Основы фитогельминтологии» (1962, 1964 и 1970 гг.), который был переведён на английский язык и получил признание как у себя в стране, так и за рубежом. Открыл и описал около 100 новых для науки видов животных.

## Биография
Родился 8 января 1891 года в Херсоне (отец — дворянин Александр Константинович Парамонов).
- 1910—1912 — обучение в Гейдельбергском университете у выдающегося зоолога, проф. О.Бючли в Германии (слушал лекции по ботанике, зоологии, органической химии и физике).
- 1914—1917 — обучение в Петербургском Университете у известного биолога-паразитолога проф. В. А. Догеля.
- 1917—1922 — перевод и обучение на естественном отделении физико-математического факультета в Московский государственный университет им. М. В. Ломоносова (МГУ).
- 1921—1934 — ассистент на Кафедре зоологии Сельскохозяйственной академии им. К. А. Тимирязева (1921—1923) и на Кафедре энтомологии МГУ (1923—1926), доцент Академии коммунистического воспитания им. Н. К. Крупской в г. Москве (1927—1934).
- 1934—1937 — работа в Зоологическом музее МГУ.
- 1937—1940 — работа в Сельскохозяйственной академии им. К. А. Тимирязева, где читал курс дарвинизма и был избран профессором Кафедры дарвинизма.
- 1941—1948 — избран заведующим Кафедры зоологии Сельскохозяйственной академии им. К. А. Тимирязева в г. Москве (где сменил умершего проф. Н. М. Кулагина).
- 1948 — «увольнение из Сельскохозяйственной Академии им. К. А. Тимирязева за выступление против биологических концепций акад. Т. Д. Лысенко» во время его участия в августовской сессии ВАСХНИЛ 1948 года[1].
- 1950—1952 — поиск работы.
- 1965—1970 — заведование Кафедрой дарвинизма и чтение курса дарвинизма на биолого-почвенном факультете МГУ.
- 1967 — награждён орденом Трудового Красного Знамени (№ 452658 — 27.04.1967)

Умер 11 июня 1970 года от последствий тяжелой хронической болезни. Похоронен на Ваганьковском кладбище (2 уч.).

## Основные труды
Автор более 100 печатных работ, включая более 10 книг, учебников и монографий. Под его руководством защищено 10 докторских и 42 кандидатских диссертаций.
- 1944 — Курс общей биологии (пособие для вузов под ред. проф. В. А. Дорфмана). (В соавторстве с В. А. Дорфманом и И. А. Эскиным). Москва, Гос.изд-во «Советская наука», 1-428.
- 1945 — Хрестоматия по дарвинизму (учебное пособие для вузов). (В соавторстве с проф. С. А. Новиковым). Гос.изд-во Советская Наука, Москва, 1-648.
- 1962 — Основы фитогельминтологии, т. 1. Изд-во АН СССР, Москва, 3-480.
- 1964 — Основы фитогельминтологии, т.2. Изд-во «Наука», Москва, 1-446.
- 1968 — Plant-parasitic Nematodes. Vol. 1. Israel program for Scientific Translations. Ierusalem, 1-390.
- 1970 — Основы фитогельминтологии. (Таксономия нематод надсемейства Ту1еnchoidea). Изд. «Наука», т. 3: 1-254.
- 1972 — Plant parasitic nematodes. Vol.3. Israel Program for Scientific Translations, Jerusalem, 1-199.
- 1976 — Plant parasitic nematodes. Vol.2. Indian National Scientific Documentation Centre, NewDelhi, 1- 570.
- 1978 — Дарвинизм. Учеб. пособие по биол. спец. для студентов пед ин-тов. (Подготовлено к изданию А. Я. Яблоковым и В. М. Захаровым на основе корректуры неопубликованной книги 1948 года, сохраненной Игнатовой). М., Изд-во Просвещение, 1- 335, иллюстр.- 8 л.

## Память
В честь А. А. Парамонова были названы 12 видов животных, в том числе:
- Род Paramonovia Eliava, 1973[3]
- Вид Merlinius paramonovi Volkova, 1972[4]
- Вид Mononchoides paramonovi Gagarin, 1998[5]
- Вид Nothotylenchus paramonovi Gagarin, 1974[6]